# MP18
MP18 (нем. Maschinenpistole 18) — немецкий пистолет-пулемёт конца Первой мировой войны. Родоначальник многих пистолетов-пулемётов.
Пистолет-пулемёт MP18 I (Maschinenpistole 18.I) был предназначен для вооружения специальных штурмовых отрядов, а также полиции. Запатентован в декабре 1917 года конструктором Хуго Шмайссером, финансовую поддержку которому при разработке его нового пистолета-пулемёта оказывал Теодор Бергманн.

## История

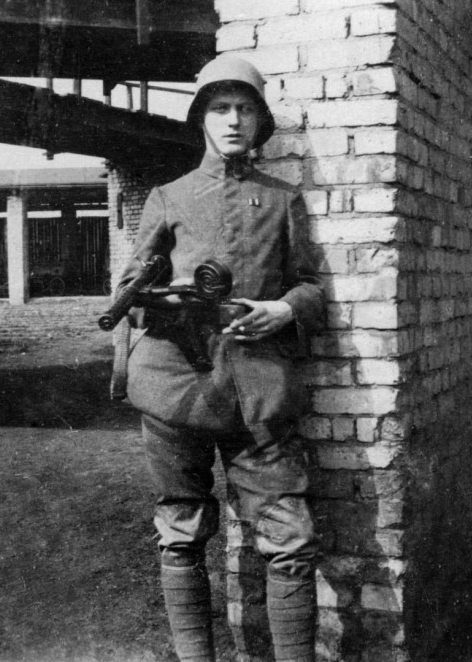
Немецкий солдат, вооруженный MP18

В Германии проектирование пистолетов-пулемётов началось в 1915 г., после того как Комиссия по испытаниям стрелкового оружия сформировала свои требования к ним. Вероятно, первыми попытками создания германских пистолетов-пулемётов следует признать работы по переделке в автоматическое оружие длинноствольных вариантов пистолетов Люгер и Маузер. Однако эти образцы официально на вооружение не принимались, а выпустили их совсем немного. Небольшая масса оружия в сочетании с заметной отдачей при выстреле затрудняли ведение прицельной стрельбы, разброс пуль при стрельбе получался очень большим даже при использовании деревянных прикладов.
Первым удачным образцом германского пистолета-пулемёта принято считать MP18 I, разработанный Хуго Шмайссером и выпускавшийся фирмой Теодора Бергманна. Оружие отличала продуманная конструкция, а его механизм послужил предметом копирования со стороны многих оружейных конструкторов всего мира. Шмайссер сумел создать сравнительно простое оружие с использованием ствола и магазина от пистолета Парабеллум, автоматика работала на принципе отхода  свободного затвора.
Весной 1918 г. MP18 I поступил на фронт. Он стал единственным германским пистолетом-пулемётом, принятым на вооружение в годы Первой мировой войны, но не единственной разработкой оружия такого класса того периода в Германии. Как минимум три германские оружейные фирмы предложили в годы Первой мировой войны пистолеты-пулемёты собственных конструкций — Андреас Шварцлозе, Дрейзе (Dreyse) и DWM. Возможно одним из конкурентов MP18 в тендере был экспериментальный пистолет-пулемёт системы Шварцлозе на основе пулемёта Максима.
После принятия пистолета-пулемёта на вооружение Германии в 1918 году, серийное производство MP18 I было налажено на заводе Waffenfabrik Theodor Bergmann. MP18 I были вооружены специальные штурмовые отряды, каждое отделение которых состояло из двух человек. Один из них вооружался MP18 I, а второй ‐‐ винтовкой Mauser 98, и нёс запас патронов. Боезапас отделения составлял 2500 патронов 9×19 мм Парабеллум.
В боевых условиях проявились недостатки оружия, связанные с дисковым магазином (так называемой «улиткой»), который отличался сложностью и ненадёжностью. Ещё в 1918 г. Хуго Шмайссер переделал пистолет-пулемёт под коробчатый магазин вместимостью 20 или 32 патрона, для этого была сделана прямая горловина магазина, а не отклонённая назад, как у MP18 I. Этот образец, обычно упоминаемый в литературе как MP18 I модернизированный, получил обозначение MP18 IV. Однако и он страдал задержками при стрельбе. Маркировка MP18 IV на оружии не ставилась и нашла отражение только в технической документации.
До 18 ноября 1918 г., когда был заключён мир, на фронт поступило не более 10 тыс. пистолетов-пулемётов MP18 I и MP18 IV. После окончания Первой мировой войны данное оружие производилось для нужд германской полиции до 1920 года. Всего таких пистолетов-пулемётов было изготовлено 17677 шт.
После 1919 г. Теодор Бергманн передаёт лицензию на производство MP18 в швейцарскую фирму SIG (Schweizerische Industrie Gesellschaft) в городе Нойхаузен-ам-Райнфалль. После модернизации пистолет-пулемёт получил обозначение Bergmann SIG 1920 и выпускался под патрон 7,63×25 мм Маузер, кроме того, поставлялся на экспорт в другие страны.

## Принцип действия

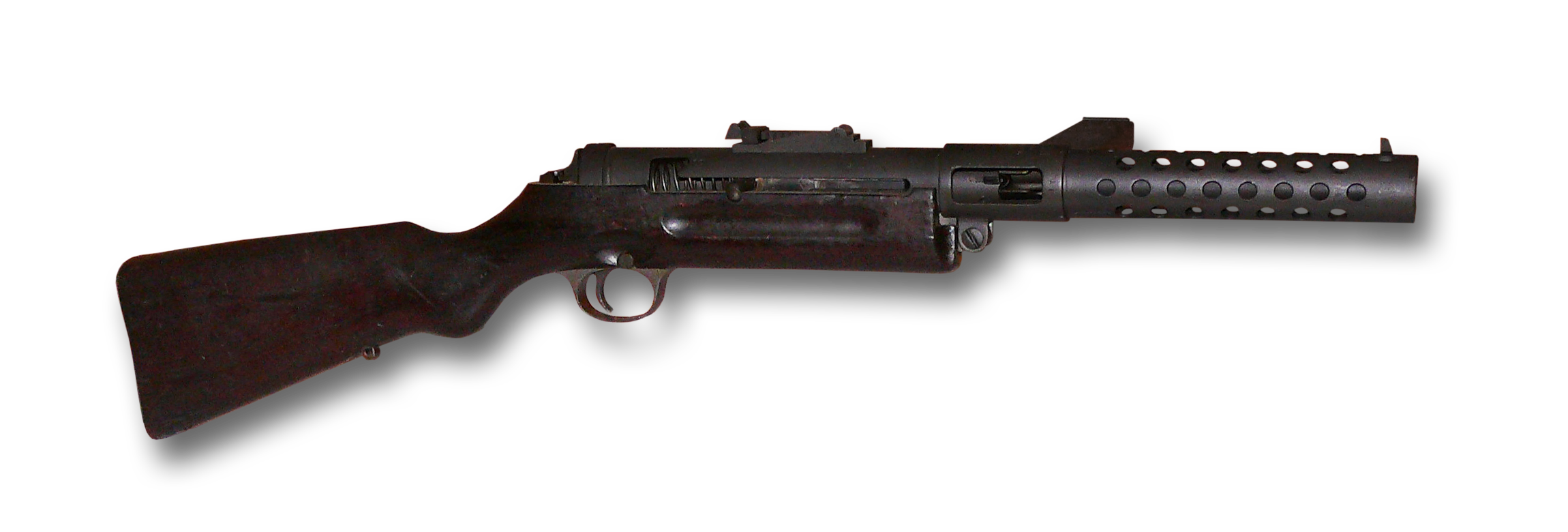
MP18 послевоенного выпуска с прямым магазином

Автоматика у MP18 I работает за счёт отдачи свободного затвора. Ствольная коробка круглого сечения, ствол полностью закрыт круглым стальным кожухом с вентиляционными отверстиями. Ударно-спусковой механизм ударникового типа, позволяет ведение только автоматического огня. Предохранителя как отдельной детали нет, но рукоятка взведения затвора заводится в прорезь в ствольной коробке, где и фиксируется, оставляя затвор в открытом положении. Приёмник магазина, отлитый из латуни, расположен с левой стороны ствольной коробки, что рассматривалось в качестве положительного момента для оружия, вести огонь из которого предполагалось либо из окопа с упор, как в случае с обычным пулемётом (отсутствие выступающего магазина снизу позволяло солдату сильно не высовываться из-за укрытия), либо неприцельно «от живота» при штурме позиций противника (когда смещение центра тяжести по мере опустошения магазина уже не оказывало существенного воздействия на эффективность стрельбы).
Питание патронами осуществлялось из барабанного магазина системы Леера на 32 патрона от артиллерийской модели пистолета Люгер-Парабеллум P08. Использовался магазин барабанного типа образца TM08 системы Блюма на 32 патрона, который крепится слева в длинной горловине. Примерно с середины 1920-х годов выпускались MP18 I, использовавшие коробчатые магазины на 20 и 32 патрона. Визуально версии отличались горловиной магазина — у MP18 I военного выпуска горловина отходит влево-назад примерно под углом 45°, у послевоенных — под углом 90°. Прицел открытый, регулируемый. Регулировка прицельной дальности стрельбы производится перекидным целиком на 100 или 200 метров. Ложа и приклад пистолета-пулемёта MP18 I деревянные, винтовочного типа.
В 1918 г. Генрих Фольмер предложил магазин для пистолетов-пулемётов. Он представлял собой диск на 60 патронов, который переносился посредством ремня на плече. Диск был снабжён гибким шлангом со встроенной пружиной. Патроны из диска по шлангу подавались в пистолет-пулемёт. Данный магазин подходил к MP18.I.

## Модификации

### Lindelöf
Финская копия MP18 I. Выпущено всего лишь 60-70 экземпляров, в промежутке между 1923 и 1925 годами.

### Bergmann MP20
Встречались также обозначения SIG modell 20, Bergmann SIG modell 20. Модификация MP18 I, выпускавшаяся швейцарской фирмой Schweizerische Industrie-Gesellschaft (SIG) с 1920 по 1927 год на экспорт. Поставлялись в Финляндию (калибр 7,65×21 мм Парабеллум, экспортировано около 1500 единиц), Китай и Японию (калибр 7,63×25 мм Маузер). Отличались от MP18 I наличием секторного прицела и коробчатым магазином на 50 патронов, версия для Японии силами самих японцев также снабжалась креплением для штык-ножа. В самой Швейцарии использовался в крайне незначительном количестве по причине отсутствия боевых действий.
Модификация под патрон 7,65×21 мм Парабеллум также использовалась обеими воюющими сторонами гражданской войны в Испании.
Bergmann SIG mod. 1920 имел калибр 7,63×25 мм Маузер/7,65×22 мм. Общая длина 820 мм. Длина ствола 201 мм. Масса без патронов 4082 г. Масса с патронами 5040 г. Темп стрельбы 600 выстр./мин. Начальная скорость пули 365 м/с. Прицельная/эффективная дальность стрельбы 1000/200 м. Ёмкость магазина 50 патронов.

### Bergmann SIG modell 30
Дальнейшее развитие предыдущего образца. Приемник магазина перенесён на правую сторону, под цевьём появилась деревянная рукоятка.

### Bergmann MP28 II
Модификация MP18 I с возможностью ведения одиночного и автоматического огня. Переводчик огня расположен над проёмом спусковой скобы.

### Таллин-Арсенал модификация MP18 I
Незначительно модифицированный MP18 I (секторный прицел, другая форма головки рукоятки заряжания), производившийся в межвоенной Эстонии Таллинским оружейным заводом «Арсенал».
Tallinn-ARSENAL обр. 1923 г. имел калибр 9×19 мм Парабеллум. Общая длина 848 мм. Длина ствола 220 мм. Масса без патронов 4275 г. Масса с патронами 5018 г. Темп стрельбы 600 выстр./мин. Начальная скорость пули 365 м/с. Прицельная/эффективная дальность стрельбы 600/200 м. Ёмкость магазина 40 патронов.